# پاول پوپوویچ
پاول پوپوویچ (به انگلیسی: Pavel Romanovich Popovich) فضانورد اهل اتحاد شوروی است که در ۵ اکتبر ۱۹۳۰ در اوزین زاده شد. وی در مأموریت وستوک ۴، سایوز ۱۴ حضور داشته است.